# Communauté de communes de la Vallée d’Auge
Die Communauté de communes de la Vallée d’Auge ist ein ehemaliger französischer Gemeindeverband mit der Rechtsform einer Communauté de communes im Département Calvados in der Region Normandie. Sie wurde am 14. Dezember 2001 gegründet und umfasste 20 Gemeinden. Der Verwaltungssitz befand sich im Ort Mézidon-Canon.

## Historische Entwicklung
Mit Wirkung vom 1. Januar 2017 fusionierte der Gemeindeverband mit
- Lintercom Lisieux-Pays d’Auge-Normandie,
- Communauté de communes du Pays de l’Orbiquet,
- Communauté de communes du Pays de Livarot sowie
- Communauté de communes des Trois Rivières

und bildete so die Nachfolgeorganisation Communauté d’agglomération Lisieux Normandie.
Gleichzeitig wurden die Communes nouvelles
- Belle Vie en Auge
- Méry-Bissières-en-Auge sowie
- Mézidon Vallée d’Auge

gebildet und damit die Anzahl der selbstständigen Gemeinden deutlich reduziert. Die Gemeinde Condé-sur-Ifs schloss sich der Communauté de communes Val ès Dunes an.

## Ehemalige Mitgliedsgemeinden
1. Les Authieux-Papion
2. Biéville-Quétiéville
3. Bissières
4. Castillon-en-Auge
5. Condé-sur-Ifs
6. Coupesarte
7. Crèvecœur-en-Auge
8. Croissanville
9. Grandchamp-le-Château
10. Lécaude
11. Magny-la-Campagne
12. Magny-le-Freule
13. Méry-Corbon
14. Le Mesnil-Mauger
15. Mézidon-Canon
16. Monteille
17. Percy-en-Auge
18. Saint-Julien-le-Faucon
19. Saint-Loup-de-Fribois
20. Vieux-Fumé